# Валентино Роси
Валентино Роси (на италиански: Valentino Rossi), наричан с прозвището „Доктора“ е италиански състезател по мотоциклетизъм, един от най-успешните моторни състезатели на всички времена, спечелил 9 световни титли в Moto GP.
Следвайки примера на баща си, Грациано Роси, Валентино започва да се състезава в Grand Prix, през 1996 г., за отбора на Априля, в клас 125 кубически сантиметра, като само година по-късно става шампион и се премества в по горния клас 250сс, където първия сезон завършва на втора позиция в шампионата, а през втория (1999) вече ликува с титлата. Така през 2000, той преминава в „кралския клас“ и само година по-късно става Световен шампион с Хонда (Honda), Става Световен шампион в Мото GP (също с Хонда) и през следващите 4 години, като след края на сезон 2003 напуска Хонда и започва да се състезава за Ямаха.
През 2006 г. завършва на второ място в крайното класиране, а през 2007 губи от австралиеца Кейси Стоунър (на английски език – Casey Stoner).
През 2007 г. Роси извоюва своята 95 победа в своята кариера. Подобрява 4 рекорда – единият от които е за най-много победи в кралския клас.
През 2008 г. Роси спечелва осмата си шампионска титла в клас Moto GP.
През 2009 г. става отново световен шампион с мотор Yamaha в клас Moto GP.
Според списанието „Sports illustrated“, Роси е на 7-о място в класацията за най-успешни професионални състезатели (втори извън САЩ), като печели по 30 милиона долара за 1 година.